# Lazar Carević
Lazar Carević (Montenegrijns: Лазар Царевић) (Cetinje, 16 maart 1999) is een Montenegrijns voetballer die als doelman speelt voor FK Vojvodina.

## Clubcarrière
Carević begon zijn carrière bij FK Grbalj, waar hij in 2015 doorbrak in het eerste elftal. In 2017 op achttienjarige leeftijd maakte hij de overstap naar FC Barcelona, waar hij na een jaar bij het FC Barcelona Juvenil A de UEFA Youth League won, In het seizoen 2018/19 keepte hij voor FC Barcelona B. In 2020 tekende hij een nieuw 3-jarig contract, met een afkoopclausule van € 100 miljoen. Op 6 november 2021 maakte hij zijn debuut in een 3-3 gelijkspel tegen Celta de Vigo B.